# Ieronim
Ieronim sau Hieronim, născut Sophronius Eusebius Hieronymus, (n. cca. 347, Stridon, Dalmația - d. 30 septembrie 420, Betleem, în Palestina), a fost un important teolog creștin, unul din cei patru Sfinți Părinți latini ai Bisericii. Lui i se datorează traducerea Bibliei din ebraică și greacă în latină, pentru înțelesul locuitorilor de atunci, fapt pentru care versiunea sa se numește Biblia Vulgata.

## Viața și activitatea
Ieronim a provenit dintr-o familie cultă și înstărită, care l-a trimis să studieze retorica la Roma și Trier.
Este cunoscut ca traducător al Bibliei din limba greacă, ebraică și aramaică în limba latină la cererea papei Damasus I de revizuire a traducerilor vechi a Sfintei Scripturi. Ieronim a fost sanctificat în Biserica Romano-Catolică și recunoscut ca Doctor al Bisericii. De asemenea, Ieronim este venerat și de Biserica Ortodoxă, fiind numit Fericitul Ieronim.
Pe lângă traducerea Bibliei, Ieronim a scris comentarii teologice, expuneri istorice și dogmatice. Ieronim ne vorbește astfel despre Papa Anastasie I ca fiind un bărbat de o mare sfințenie, a cărei avere era sărăcia. Printre scrisorile papei Inocențiu I, este una adresată către Sf. Ieronim și Ioan, episcop al Ierusalimului, care are ca subiect condamnarea pelagianismului în Betleem.
Ziua morții sale, 30 septembrie, a fost declarată de ONU drept Ziua Internațională a Traducătorilor.
A scris împotriva neoplatonistului Porfirie, referitor la Cartea lui Daniel, dar istoricii moderni îi dau dreptate lui Porfirie, nu lui Ieronim.

## Reprezentări artistice

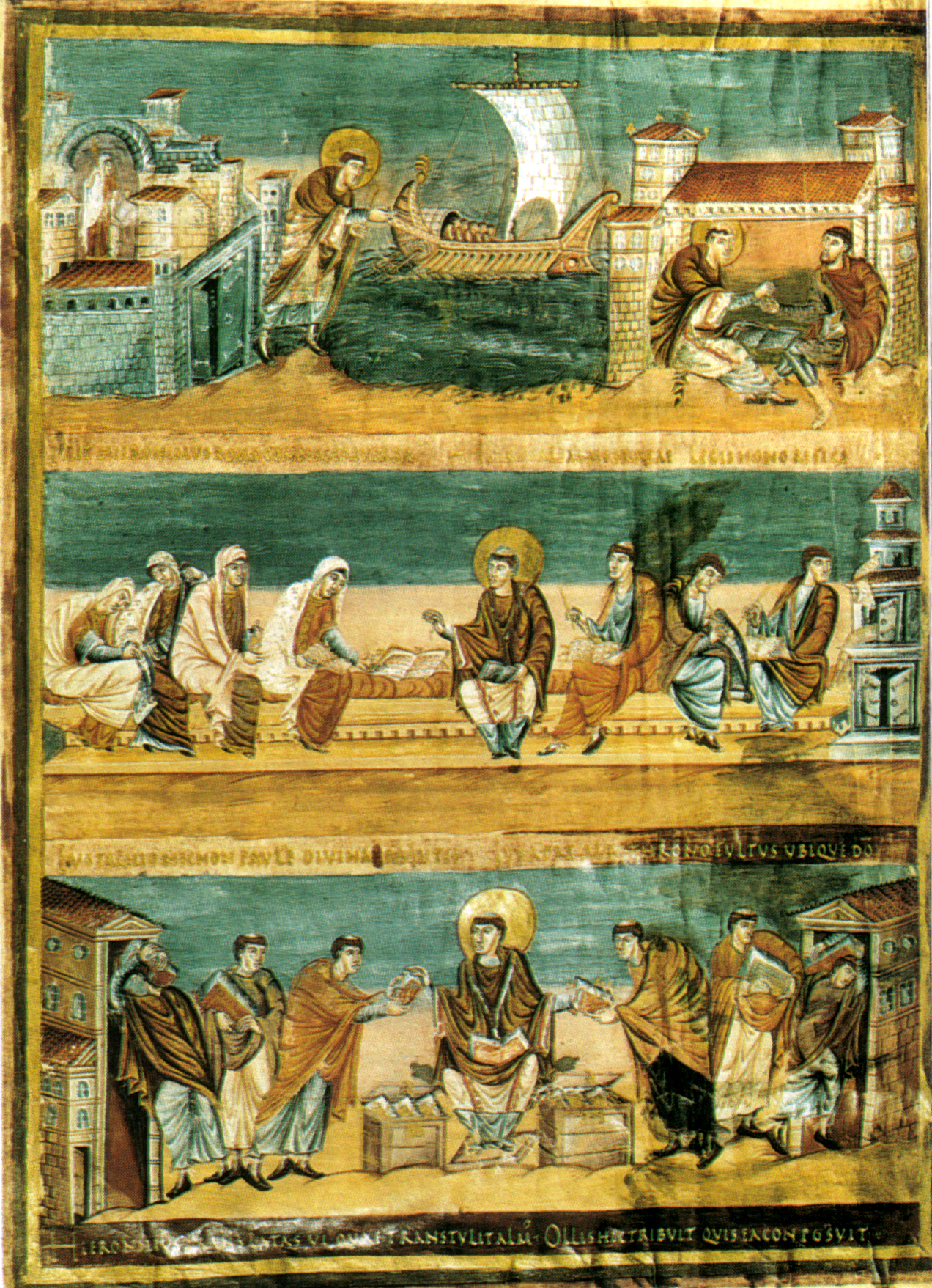
Scene din viața sfântului Ieronim, Biblia lui Carol cel Pleșuv (sec. al IX-lea), Bibliothèque nationale de France

În tradiția artistică Ieronim a fost reprezentat uneori drept cardinal, alături de episcopul Augustin, arhiepiscopul Ambrozie și de papa Grigore I cel Mare Dialogul. Ieronim a fost de asemenea înfățișat ca un pustnic sumar îmbrăcat, având în chilia sa numai crucea, craniul și Biblia. Atributul său iconografic este un leu, căruia conform legendei i-a scos un spin din picior.
Scene din viața sfântului Ieronim au fost realizate de maeștrii anluminurilor din Renașterea carolingiană, ca de exemplu în Biblia regelui Carol cel Pleșuv (sec. al IX-lea), cunoscută și drept Biblia Viviana⁠(de)[traduceți].
Alți artiști celebri care au pictat scene din viața lui Ieronim au fost Hieronymus Bosch, Lucas Cranach cel Bătrân, Leonardo da Vinci, Francisco de Zurbarán, Salvador Dalí etc.

## Galerie de imagini

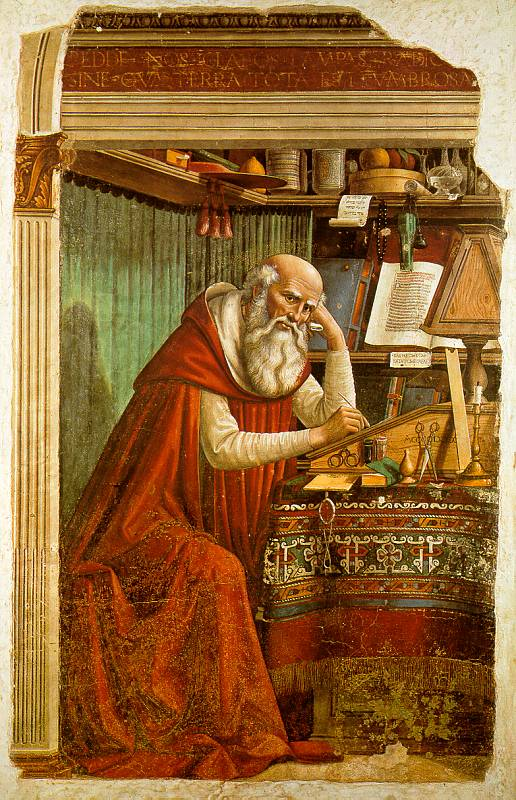
Domenico Ghirlandaio, Sfântul Ieronim la studiu, 1480, Biserica Ognissanti din Florența
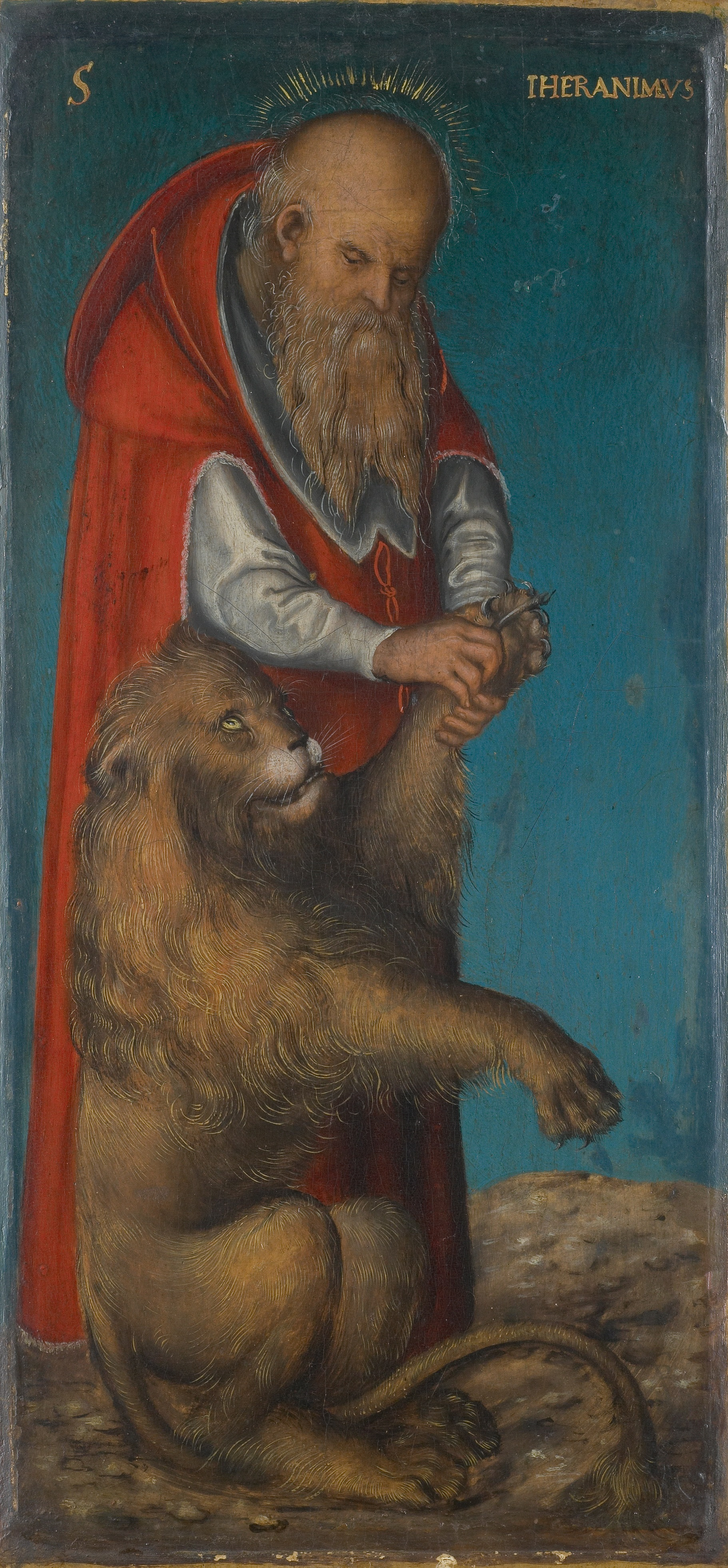
Lucas Cranach cel Bătrân, Sfântul Ieronim îi scoate leului un spin, 1515, Muzeul de Istorie a Artei din Viena
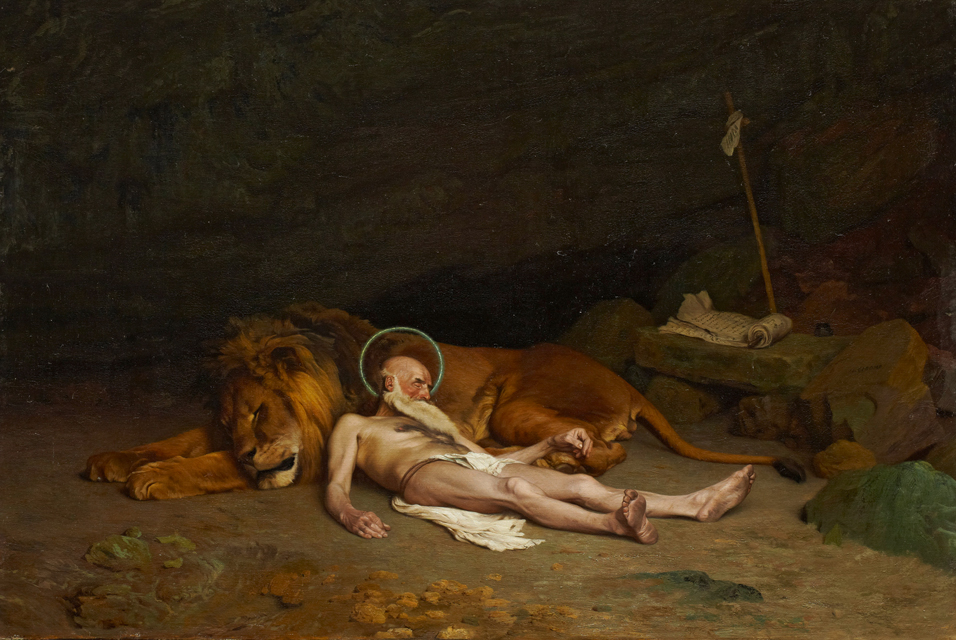
Jean-Léon Gérôme, Sfântul Ieronim, 1874, Muzeul Städel, Frankfurt